# Kulturhuset Skagerack
Kulturhuset Skagerack är ett tidigare societetshus i Strömstad. 
Strömstad kom till kurort i slutet av 1700-talet, ungefär samtidigt som Gustafsberg utanför Uddevalla. Utgångspunkten var hälsokällan Lejonkällan utanför staden, och från omkring 1800 började en badortsverksamhet att utvecklas. Ett första varmbadhus byggdes i den centrala staden 1813, som efter några år ersattes av två varmbadhus nära varandra vid kajen, ett 1827 och andra 1843, vilka var i drift under större delen av 1800-talet. Under 1800-talet fanns också flera kallbadhus, bland andra ett stort sådant på sydsidan av Laholmen. Detta revs i slutet av 1960-talet, men har ersatts av ett nytt 2005. 
Ett första societetshus uppfördes 1835. Efter en stor stadsbrand 1876 uppfördes 1877 genast ett nytt societetshus.
Efter det att den tidigare typen av kurortsliv minskat i popularitet under 1930-talet, inrättades en restaurang i societetshuset av en krögare från Göteborg. Badrestaurangen Skagerack invigdes till midsommar 1944.
Skagerack renoverades av Strömstads kommun under 2010-talet och återinvigdes som kulturhus i mars 2018. Restaurangverksamheten är kvar i souterrängvåningen.